# Networking social
Networking-ul social se referă la ansamblul de mijloace virtuale (internet) care permit persoanelor fizice sau juridice să se conecteze între ele. Odată cu apariția Internetului, networking-ul social include aplicațiile web cunoscute sub numele de „serviciu de networking social online.” Aceste aplicații pot fi utilizate în mai multe scopuri. Astfel, sunt folosite pentru a construi o rețea socială ce conectează prieteni, asociați și în general persoane care folosesc o varietate de instrumente pentru a înlesni, de exemplu, managementul carierei profesionale, distribuția și vizibilitatea artistică sau întâlnirile private.

## Istoric
Networking-ul social există de când oamenii s-au organizat în societate. Grupurile sociale, organizate în jurul unei teme comune (religie, clasă socială, studii, etc.), formează un tip de networking informal: recomandare către un terț, întâlniri organizate, etc. Networking-ul social poate avea o formă organizată și instituțională, profesională sau „de petrecere a timpului liber”, cu plată sau gratuită. Astfel, agențiile matrimoniale oferă servicii de networking social cu caracter personal, în timp ce agențiile de recrutare („vânătorii de capete”) oferă servicii de networking cu caracter profesional. Odată cu apariția Internetului, networking-ul social a luat o nouă amploare, iar posibilitățile și formele sale s-au înmulțit.
Primul site web de networking social a fost Classmates.com], care și-a început activitatea în 1995. Company of Friends, rețeaua online a Fast Company, populara revistă comercială a noii economii, a fost lansată la scurt timp după Classmates.com, în 1997 și a introdus networking-ul în afaceri pe Internet. Alte site-uri i-au urmat exemplul, inclusiv Sixdegrees.com, care a fost lansat în 1997, Epinions care a introdus cercul de încredere în 1999, urmată de echivalentele europene Ciao, Dooyoo și Toluna. Din 2001 au început să apară site-urile de networking social online. Această formă de networking social, utilizată pe scară largă în comunitățile virtuale, a devenit foarte populară în 2002 și a luat avânt odată cu apariția site-ului numit Friendster. Friendster utilizează modelul de networking social al „cercului de prieteni” (dezvoltat în 1999 de către informaticianul britanic Jonathan Bishop). Există peste 200 de site-uri de networking social. 
Popularitatea acestor site-uri a crescut atât de rapid încât în 2006 MySpace a atins o rată mai mare de pagini accesate decât motorul de căutare Google .

## Aplicații
O rețea socială se bazează pe web 2.0, adică permite vizitatorilor să fie participanți activi în rețea, nu doar simpli vizitatori de pagini statice. În aceste comunități, primii fondatori trimit mesaje pentru a invita membrii propriei rețele personale să se alăture site-ului. Noii membri repetă procesul, crescând numărul de membri și de legături în rețea. Site-urile oferă apoi dispozitive, cum ar fi actualizări automate ale listei de contacte, vizualizarea profilurilor personale, posibilitatea de a forma noi legături prin servicii de introducere și alte forme de conexiuni sociale online. Rețelele sociale pot fi, de asemenea, organizate în jurul unor relații de afaceri, ca în cazul LinkedIn sau Viadeo, în jurul unor evenimente (concerte, expoziții ...), a unor cauze sau interese (politice ca Espoir à gauche sau Néthique) cum ar fi Oliceo, culturale (filme, cărți, tablouri), cum ar fi Flixster sau Blupps sau situații (site-uri de orientare pentru expatriați, ca Internations sau Glocals.com)… Uneori, anumite site-uri combină mai multe forme de networking ca PointsCommuns care combină networking-ul cultural și personal. 
Altele, cum ar fi Doodle sau Kisort, sunt agende imense în jurul unor evenimente din viața cotidiană împărtășite în mod „public” sau „privat”, dar păstrând mereu conceptul de unitate a grupului între membrii care participă la eveniment. (reuniuni, ieșiri ...)
Caracterul hibrid al networking-ului social este o abordare care îmbină elemente offline (întâlnirile în viața reală) și online. De exemplu, MySpace este construit pe principiul publicării independente de muzică și videoclipuri, iar Facebook reflectă o comunitate de persoane din mediul academic. Cele mai recente rețele sociale pe Internet s-au concentrat mai mult pe teme specifice, cum ar fi arta, sportul, mașinile, jocurile, ca pokerul, proprietarii de câini și chiar chirurgia estetică.
Cele mai multe rețele sociale pe Internet sunt publice, permițând oricui să se alăture. De asemenea, organizațiile, cum ar fi companiile mari au acces la programe private de networking social, cunoscute sub numele de Enterprise Relationship Management(en). Aceste programe sunt instalate pe propriile servere și permit angajaților să distribuie relațiile și rețelele lor de contacte cu persoanele și companiile din exterior. În paralel cu aceste rețele sociale private s-au dezvoltat recent rețele sociale profesionale online care stabilesc un sistem de networking în afaceri.
Crearea unei rețele sociale poate fi analizată în raport cu piramida nevoilor lui Maslow. Gruparea unui set de entități sociale este o rezultantă a nevoilor exprimate de individ. Astfel, putem evidenția trei nevoi fundamentale:
- împlinirea personală prin exprimarea de sine. Fiecare utilizator se exprimă pe profilul personal și îl îmbogățește cu conținut. Acesta comunică informații cu caracter personal care permit celorlalți utilizatori să îl recunoască sau să îl cunoască.
- Socializarea în urma simțirii unei nevoi relaționale. Utilizatorii pot intra în relație unii cu alții în mod direct sau printr-o cunoștință comună; în general, această relație se materializează printr-o listă de prieteni sau de contacte, publică sau privată. De asemenea, utilizatorul se poate conecta cu branduri, artiști, locuri, etc.
- Respectul acordat de ceilalți prin nevoia de a comunica. Utilizatorul are la dispoziție o mare varietate de instrumente pentru a comunica (mesagerie instantanee/chat, dedicație/ recomandare pe profilul unui contact, distribuire de conținut, forumuri). Comunicarea poate fi îmbunătățită în funcție de site-uri (invitație de participare la evenimente, distribuire de contacte, etc.)

Prin urmare, această lume virtuală permite numeroase interacțiuni între utilizatori, formând astfel networking-ul social.
O evoluție recentă pentru rețeaua socială este integrarea elementului de Piață, cunoscut sub numele de piață socială. De asemenea, networking-ul social a avut o mare influență în alegerile prezidențiale din SUA și încurajează dezvoltarea de rețele sociale cu tentă politică.

## Comerțul cu informații
Exploatarea acestor informații cu scopul de a crea profiluri de clienți este baza economică a rețelelor sociale. Conservarea și reutilizarea nedeterminată a acestor date de către societatea deținătoare a site-ului, în orice scop, este inclusă în condițiile lor de utilizare.
În Franța, din 1978, Legea privind prelucrarea datelor și libertățile individuale avea în vedere utilizarea datelor și a informațiilor cu caracter personal.

### Vânzarea de spațiu publicitar
La începutul anului 2008, atunci când se cumpărau site-uri, o rețea socială era estimată în jurul valorii de 20 - 150 de dolari pe vizitator unic. La începutul anului 2008, Facebook era evaluat la aproximativ 15 miliarde de dolari americani, pentru 100 milioane de vizitatori, adică 150 dolari pe utilizator.
În ceea ce privește rețelele mai mici, AOL a cumpărat Bebo.com, având 40 de milioane de persoane înscrise, cu 850 de milioane de dolari. Google, Microsoft, Yahoo!, care sunt rețele mai mari, încep să cumpere site-uri de rețele sociale.
```
Google are o rețea socială lansată în anul 
2004
 numită Orkut. În același timp, networking-ul social începe să fie perceput ca o componentă a strategiilor de internet: în martie 2005, Yahoo! a lansat 
Yahoo!
 360 °, iar în iulie 2006, 
News Corporation
 a cumpărat 
MySpace
[
3
]
.
```

### Cedarea de active
O nouă tendință pentru rețelele sociale tematice este de a paria pe valoarea adăugată a site-ului pentru a miza pe revânzare și a genera venituri; publicitatea nu este decât o soluție temporară în timp ce se așteaptă vânzarea rețelei sociale.

## Domenii de aplicare

### Rețele interneversusrețele externe
Rețelele sociale profesionale (RSP) interne (RSPI) sunt rețelele create în cadrul unei organizații (companie, guvern, ONG, etc.), unde lucrează angajatul. Bineînțeles, profesiile independente și alte profesii liberale le utilizează mai puțin.
RSPI este creată încă din primele zile ale integrării salariatului în slujba lui prin intermediul listei interne, a anunțului de comunicare internă, a integrării identificate în organigramă, a întâlnirilor de contact, apoi de proiect. La fiecare contact nou, fiecare angajat este încurajat să contribuie la dezvoltarea acestor rețele de contacte și în special a acelor rețele informale de sprijin care îl vor ajuta să avanseze în organizație (meditații, mentor). Dimpotrivă, rețelele sociale externe sunt rețelele create în afara organizației profesionale.
Legătura între aceste două rețele și utilizatorul în sine care se află în centrul Internetului și care poate stabili, după cum dorește, legături între rețeaua sa internă și rețeaua externă și viceversa, este una normală.
Această structură reticulară va fi sau nu încurajată de angajator în funcție de politica rețelelor explicită sau chiar implicită (în cazul rețelelor deschise: co-referință a persoanelor din exterior pentru un loc de muncă din partea angajaților sau, dimpotrivă, în cazul rețelelor interne private, politica de securitate informatică care împiedică conexiunile pe rețelele externe).
Din 2005, interconectarea externă este din ce în ce mai permisă, având în vedere noile practici ale networking-ului profesional de a cărei dezvoltare beneficiază atât networker-ul, cât și compania care îl angajează.
În Franța, spre deosebire de companiile anglo-saxone sau nord-europene, dinamismul rețelele interne depinde direct de implicarea directorului de resurse umane sau chiar de top management, dar și de performanța Directorului (Executiv) Tehnologia Informației puse la dispoziția colaboratorilor și care permit realizarea unor comunități reale și apoi virtuale prin intermediul platformelor.

### Servicii online de networking profesional
Rețelele sociale profesionale (RSP) sunt specializate în stabilirea unei relații profesionale online. Aceste platforme profesionale care stabilesc relații operează în sistem deschis și favorizează întâlnirile profesionale și contactele de afaceri. De asemenea, ne permit să dezvoltăm parteneriate, să găsim investitori, să cunoaștem profesioniști și să-i identificăm. Prin urmare, acestea sunt tot mai utilizate în scopuri de prospectare. 
În plus, rețelele sociale profesionale sunt un actor de recrutare de tip web 2.0 deoarece pun la dispoziție online ofertele de muncă, profilurile și CV-urile. Astfel, acestea permit angajatorului să găsească profilul căutat, candidatului să-și optimizeze parcursul profesional cu ajutorul contactelor sale, și favorizează creșterea și comunicarea în companie. Aceste site-uri de networking online, diferite de sistemele interne de networking în afaceri propuse de marile companii, sunt în plină dezvoltare. Având în vedere dezvoltarea rapidă și continuă a networking-ului profesional în Franța, organismele oficiale și marile întreprinderi stabilesc parteneriate strategice cu site-uri pentru întâlniri cu profesioniști, cum ar fi parteneriatul Viadeo cu APEC sau cu Thalys. Astfel, aceștia pot adăuga mai multe funcționalități legate de activitățile lor specifice.
După ce s-a trecut la recrutarea pe web, comunicarea HR se realizează prin rețelele sociale profesionale, în cea de-a doua sa revoluție a Internetului.
- Viadeo
- LinkedIn
- Xing
- Rezotour, rețea socială franceză pentru profesioniștii din turism
- JobGo, rețea socială creată în Elveția, Suedia și Finlanda destinată recrutării
- peopleinfinance[6], rețea socială pentru profesioniști din domeniul financiar.

### Rețele sociale de prieteni din viața reală
- Donaki (wishlist)
- Path
- KiSort[7] (o imensă agendă de organizare și de împărtășire a modului de petrecere a timpului liber și ieșiri cu prietenii în orașul dumneavoastră)

### Servicii online pentru foști colegi
Printre site-urile de rețele sociale, unele vă propun să vă găsiți foștii colegi de clasă. Primul site de acest fel a fost dezvoltat de o companie americană în 1995: Classmates.com a fost creat ca să reunească și să încurajeze întâlnirile după promovare sau chiar în timpul școlii. În versiunea franceză a fost imitat din 2000 de către Trombi.com, apoi concurat din 2001 de către Copains d'avant. 
Fondat în 2004, Facebook a fost inițial o rețea destinată studenților de la Harvard, înainte să fie deschisă treptat publicului larg și să devină numărul 2 în clasamentul rețelelor pentru prieteni și studenți la nivel mondial.
Alte site-uri, create în special în Marile Școli și Universități, au scopul de a permite „absolvenților” să păstreze legătura pentru a valorifica și a extinde rețeaua proprie în scopul dezvoltării profesionale. Acest networking s-a concretizat prin „anuarul absolvenților”, organizat cu ocazia promovării.

### Utilizarea în politică și de către instituțiile guvernamentale
Actorii politici, partidele și instituțiile oficiale au înțeles imediat importanța Internetului, care este un canal de comunicare în plină dezvoltare și efervescență în rândul generațiilor tinere. Numărul site-urilor pentru întâlniri și platformele sociale politice pe internet a crescut rapid pentru a oferi utilizatorilor posibilitatea de a face schimb de păreri asupra politicii, de a forma lobby-uri, de a discuta teme de actualitate și reglementări sau proiecte de lege aflate în dezbatere în cadrul Adunării sau a Senatului Franței. Astfel, diferitele partide politice, precum și armata franceză, deși foarte circumspectă față de Internet, au dezvoltat platforme de opinii și rețele politice online care permit întâlniri și schimburi de opinii, și uneori încurajează chiar și recrutarea în armată, ca de exemplu în Marina Națională Franceză sau pentru a păstra legătura cu familia pe Internet în timpul misiunilor.. 
În campania electorală pentru alegerile prezidențiale din SUA, site-urile de întâlniri și de schimburi de păreri pe Internet au fost foarte utilizate în campania diferiților candidați, iar această tendință observată de către partidele politice franceze a fost imitată în Franța. Site-urile de întâlniri politice  se prezintă ca niște platforme participative.

### Utilizarea de către asociații și ONG-uri
În tendința rețelelor sociale, unele asociații dezvoltă platforme pentru schimb și sprijin pentru proiecte comunitare și de întrajutorare sau pentru sensibilizarea publicului pentru anumite cauze.

### Rețele cu invitație
Pentru a vă alătura acestor rețele, trebuie să fiți invitat de unul dintre membrii săi. Acest lucru asigură că cel puțin fiecare membru are o relație și permite site-ului să-și controleze extinderea.